# Șaula
Șaula (węg. Sárvásár) – wieś w Rumunii, w okręgu Kluż, w gminie Izvoru Crișului. W 2011 roku liczyła 202 mieszkańców.